# Gerda Verburg
Gerritje (Gerda) Verburg (Zwammerdam, 19 augustus 1957) is een Nederlands diplomaat en voormalig politica en vakbondsbestuurder.
Ze was van 19 mei 1998 tot 22 februari 2007 Tweede Kamerlid namens het CDA. Op laatstgenoemde datum werd ze minister van Landbouw, Natuur en Voedselkwaliteit in het kabinet-Balkenende IV; ze was dit tot 14 oktober 2010. Na de Tweede Kamerverkiezingen 2010 keerde ze van 17 juni tot 30 juni 2011 weer terug als Tweede Kamerlid. Van 2011 tot 2015 was Verburg permanent vertegenwoordiger van Nederland bij de Wereldvoedselorganisatie FAO te Rome en uit dien hoofde was ze actief in diverse functies op het gebied van voedselzekerheid. Ze is voorzitter van Element NL een belangenorganisatie van olie- en gasbedrijven die onderzoek doen naar gasvoorraden in de Nederlandse bodem en onder de Noordzee en die de winning van het aardgas verzorgen.

## Achtergrond
De grootouders van Gerritje Verburg waren reeds boer, haar ouders hadden een melkveehouderij. Gerda Verburg groeide op in de Gereformeerde Kerken in Nederland. Zij voltooide na de mavo en de havo haar opleiding aan de Christelijke Sociale Academie De IJsselpoort te Kampen (Personeelswerk en arbeidsverhoudingen). 
In 1980 ging Gerda Verburg werken voor de Christelijke Plattelands Jongeren, een organisatie voor jongeren van 15-35 jaar.

## De politiek
In 1982 trad ze in dienst van het CNV. Vanaf 1990 zat ze in het bestuur van deze vakbond. In 1997 begon ze kort voor zichzelf te werken als zelfstandig ondernemer, waarna ze in 1998 werd gekozen als lid van de Tweede Kamer. In 1997 was ze interim-manager van het hervormd provinciaal bureau van de Nederlandse Hervormde Kerk te Leeuwarden.
In de fractie van het CDA was zij vicefractievoorzitter. In 2003 stelde ze zich kandidaat als voorzitter van de Tweede Kamer, waarbij ze in de tweede ronde werd verslagen door Frans Weisglas.
In 2000 stemde Verburg als een van de weinigen in de CDA-fractie voor het homohuwelijk. Voor de verkiezingen in november 2006 stond ze op de vierde positie op de CDA-lijst. Op 3 september 2009 werd Verburg onwel tijdens haar beantwoording in het debat over de verdieping van de Westerschelde op een vraag van D66-Kamerlid Boris van der Ham waarop Gerdi Verbeet besloot het debat te schorsen.
In haar laatste dagen als parlementslid werd op voorspraak van Verburg besloten in de Eerste en Tweede Kamer geen flessenwater, maar kraanwater te serveren. Verburg had geconstateerd dat flessenwater 650 maal milieubelastender is dan kraanwater en 325 maal zo duur.
Bij het aantreden van het kabinet-Rutte I in 2010 werd Gerda Verburg gevraagd zich verkiesbaar te stellen voor het fractievoorzitterschap van het CDA, maar zag daar vanaf. Ze werd niet gevraagd voor een nieuw ministerschap, maar wel voor een staatssecretariaat, maar die functie weigerde ze omdat ze dat een degradatie vond.

### De Gerda-affaire
Vanwege het 75-jarige bestaan van het ministerie van Landbouw, Natuur en Voedselkwaliteit werd er in 2010 eenmalig een personality-glossy uitgebracht onder de titel Gerda (een variatie op tijdschriften zoals LINDA. en O). Dit voornemen leverde veel kritiek op vanuit de oppositie, die dit als een "vermomde CDA-verkiezingsspot" (Krista van Velzen) en een "een luxe vormgegeven campagneblaadje" (Janneke Snijder) zagen. Ook de kosten van circa 400.000 euro werden als ongepast beschouwd vanwege de economische crisis. Verburg wees erop dat de ontwikkeling al voor de regeringscrisis plaatsvond en dat het blad, dat werd verspreid via onder meer de tijdschriften Libelle, Margriet en Flair, "slechts" vijftig eurocent per huishouden kostte. Janneke Snijder merkte op dat de uitgave in strijd was met de communicatieregels van de overheid. Marianne Thieme vroeg een spoeddebat aan en eiste dat het blad niet zou worden uitgegeven. In het spoeddebat ontving Verburg een motie van treurnis vanuit de Partij voor de Dieren, welke door verscheidene partijen werd gesteund. Verburg liet in een brief de Tweede Kamer weten het ontstane beeld van zelfpromotie te betreuren.

### Overstap naar FAO
Verburg was van 1 juli 2011 tot 2015 permanent vertegenwoordiger van Nederland bij de Wereldvoedselorganisatie FAO, de voedsel- en landbouworganisatie van de Verenigde Naties in Rome, als opvolgster van partijgenote Agnes van Ardenne. Daarnaast was Verburg sinds die datum ook permanent vertegenwoordiger bij de WFP en het Internationaal Fonds voor Landbouwontwikkeling in Rome. Als lid van de Tweede Kamer is Verburg opgevolgd door Michiel Holtackers. Verburg was vanaf 11 oktober 2013 voorzitter van de VN-commissie voor Voedselzekerheid (CFS). Verburg was de enige kandidaat en nam het voorzitterschap voor 2 jaar op zich. Van 2016 tot 2022 was ze coördinator van de Scaling Up Nutrition (SUN) beweging van de VN. In september 2023 zal ze aanvangen als voorzitter van Element NL, de belangenbehartiger van de gasbedrijven.

## Privé
Verburg was de eerste openlijk lesbische minister in de Nederlandse regering. Verburg is lid van de Protestantse Kerk in Nederland, en is actief binnen de lokale kerkgemeente.
Verburg is marathonloopster. Op 5 april 2009 nam zij deel aan een marathon die werd georganiseerd op Kamp Holland in Afghanistan. Deze werd na twee uur afgebroken vanwege noodweer.
- Parlement.com: vg09llkaxzrr